# Друга лига Србије у америчком фудбалу 2015.
Друга лига Србије у америчком фудбалу 2015. је четврто издање другог ранга такмичења у америчком фудбалу у Србији. Сезона почиње 4. априла и у њој учествује седам тимова. Реорганизацијом лига, други ранг такмичења променио је име из Прве лиге у Другу лигу, како се од 2015. године назива.

## Систем такмичења
У лиги учествује седам клубова који се налазе у јединственој групи. Игра се по једнокружом систему свако са сваким. Три екипе су одустале од такмичења пре почетка лиге – Ројал краунси Краљево, Форестлендерси Младеновац и Хантерси Врбас.
Победник Друге лиге иде директно у Прву лигу 2016. године, а другопласирани игра баража против седмопласираног из Прве лиге (некадашње Суперлиге). Последњепласирани тим у лиги испада у трећу лигу. Сезона почиње 4. априла и траје до 21. јуна, а бараж се игра 27. јуна 2015. године.

## Клубови
У лиги учествује седам клубова у једној групи.
| Тимови | Пастуви Пожаревац Пајратси Земун Лавови Вршац Мамутси Кикинда Голден берси Бор Блу драгонси Београд |

## Резултати[2][3]
1. коло
| Датум       | Клуб                 | Клуб             | Резултат |
| ----------- | -------------------- | ---------------- | -------- |
| 3. мај 2015 | Блу драгонси Београд | Пајратси Земун   | 50:6     |
| 3. мај 2015 | Лавови Вршац         | Мамутси Кикинда  | 8:16     |
| 3. мај 2015 | Пастуви Пожаревац    | Голден берси Бор | 27:12    |

2. коло
| Датум          | Клуб                 | Клуб              | Резултат |
| -------------- | -------------------- | ----------------- | -------- |
| 26. април 2015 | Блу драгонси Београд | Пастуви Пожаревац | 29:13    |
| 16. мај 2015   | Голден берси Бор     | Лавови Вршац      | 22:28    |
| 16. мај 2015   | Пајратси Земун       | Мамутси Кикинда   | 12:28    |

3. коло
| Датум        | Клуб              | Клуб                 | Резултат |
| ------------ | ----------------- | -------------------- | -------- |
| 23. мај 2015 | Лавови Вршац      | Блу драгонси Београд | 14:30    |
| 23. мај 2015 | Мамутси Кикинда   | Голден берси Бор     | 40:12    |
| 23. мај 2015 | Пастуви Пожаревац | Пајратси Земун       | 28:55    |

4. коло
| Датум       | Клуб                 | Клуб             | Резултат |
| ----------- | -------------------- | ---------------- | -------- |
| 7. јун 2015 | Пајратси Земун       | Голден берси Бор | 34:0     |
| 7. јун 2015 | Блу драгонси Београд | Мамутси Кикинда  | 8:7      |
| 7. јун 2015 | Пастуви Пожаревац    | Лавови Вршац     | 32:42    |

5. коло
| Датум        | Клуб             | Клуб                 | Резултат |
| ------------ | ---------------- | -------------------- | -------- |
| 18. јун 2015 | Голден берси Бор | Блу драгонси Београд | 0:35     |
| 21. јун 2015 | Мамутси Кикинда  | Пастуви Пожаревац    | 26:12    |
| 21. јун 2015 | Лавови Вршац     | Пајратси Земун       | 44:12'   |

### Табела
Легенда:
|  | Пласирали се у Прву лигу |
|  | Пласирали се у бараж     |
|  | Испали у Трећу лигу      |

| #  | Клуб                 | ИГ | П | ИЗ | ГД  | ГП  | ГР   | %     |
| -- | -------------------- | -- | - | -- | --- | --- | ---- | ----- |
| 1. | Блу драгонси Београд | 5  | 5 | 0  | 152 | 40  | +112 | 1.000 |
| 2. | Мамутси Кикинда      | 5  | 4 | 1  | 117 | 52  | +65  | 0.800 |
| 3. | Лавови Вршац         | 5  | 3 | 2  | 136 | 112 | +24  | 0.600 |
| 4. | Пајратси Земун       | 5  | 2 | 3  | 119 | 150 | –31  | 0.400 |
| 5. | Пастуви Пожаревац    | 5  | 1 | 4  | 112 | 164 | –52  | 0.200 |
| 6. | Голден берси Бор     | 5  | 0 | 5  | 46  | 164 | -108 | 0.000 |

## Бараж за Прву лигу
| Датум        | Клуб               | Клуб            | Резултат |
| ------------ | ------------------ | --------------- | -------- |
| 27. јун 2015 | Сирмијум лиџонарси | Мамутси Кикинда | 40:12    |